# Yokosuka K5Y

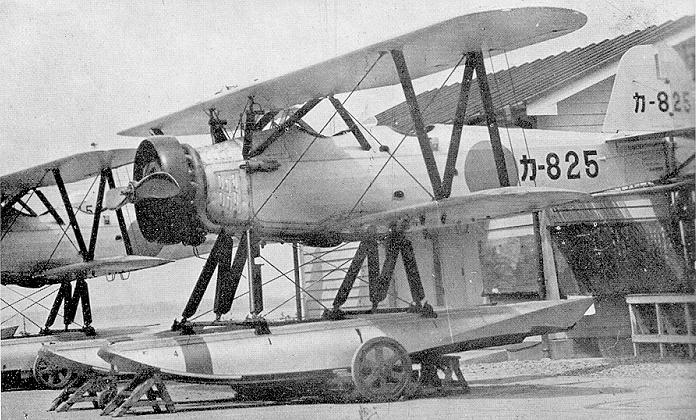
K5Y2

Yokosuka K5Y – dwumiejscowy, dwupłatowy, japoński samolot szkolno-treningowy konstrukcji mieszanej (amerykańskie oznaczenie kodowe Willow). Maszyna używana do szkolenia pośredniego pilotów Nippon Kaigun podczas II wojny światowej.
Z powodu jasnego, pomarańczowego koloru kadłuba (stosowanego we wszystkich japońskich samolotach szkolnych, dla lepszej widoczności), samolot zyskał przydomek aka-tombo (pol. ważka), pospolitego owada w Japonii.

## Projekt i rozwój
Konstrukcja była oparta na samolocie treningowym Yokosuka Wzór 91, lecz problemy ze stabilnością doprowadziły do zmiany projektu przez Kawanishi w 1933 roku. 
Maszyna weszła do służby jako Samolot Armii Szkolenia Pośredniego Model 93. Wersja K5Y1 miała stałe, klasyczne, kołowe podwozie. Modele K5Y2 i K5Y3 były wodnosamolotami pływakowymi. 
Pierwszą serię 60 samolotów wyprodukowało Kawanishi, a dalszą produkcją zajęły się: Yokosuka, Watanabe, Mitsubishi, Hitachi, Nakajima, Nippon oraz Fuji. W sumie powstało 5770 samolotów K5Y w różnych wersjach. 
Samolot był najpopularniejszą i najliczniej produkowaną maszyną do treningu pilotów w Japonii. Dzięki dobrym własnościom lotnym możliwe było wykonywanie na nich skomplikowanych akrobacji lotniczych. 
Projektowano jeszcze dwie wersje: K5Y4 z silnikiem Amakaze 21A o mocy 358 kW (480 KM) oraz K5Y5 z motorem Amakaze 15 (384 kW/515 KM), jednak nie były one produkowane.

## Wersje
K5Y1
- Dwumiejscowy samolot szkolno-treningowy dla Cesarskiej Japońskiej Marynarki Wojennej.

K5Y2
- Wersja z pływakami z silnikiem Amakaze 11.

K5Y3
- Wersja K5Y2 z mocniejszym agregatem Amakaze 21 o mocy 384 kW (515 KM).

K5Y4
- Projektowana wersja z kołowym podwoziem z silnikiem Amakaze 21A o mocy 358 kW (480 KM), nieprodukowana.

K5Y5
- Projektowana wersja z kołowym podwoziem z silnikiem Amakaze 15 o mocy 384 kW (515 KM), nieprodukowana.

## Produkcja
| Wytwórnia                | Ilość    | Wersje           | Lata produkcji  |
| ------------------------ | -------- | ---------------- | --------------- |
| Dai-Ichi K. K.           | 75       | K5Y1             | 1942            |
| Fuji Hikoki K. K.        | 869      | K5Y1             | 1942–1945       |
| Hitachi Kokuki K. K.     | 1393     | K5Y1             | 1940–1944       |
| Kawanishi Kokuki K. K.   | 60       | K5Y1             | 1933–1936       |
| Mitsubishi Jukogyo K. K. | 60       | K5Y1             | b.d.            |
| Nakajima Hikoki K. K.    | 24       | K5Y1             | 1935–1936       |
| K. K. Watanabe Tekkosho  | 393 163  | K5Y1 K5Y2        | 1936–39 1937–39 |
| Nippon Hikoki K. K.      | 2025 708 | K5Y1 K5Y2 i K5Y3 | 1940–1945       |

## Użytkownicy
Nippon Kaigun

## Dane taktyczno-techniczne
|            |                               | K5Y1                                                              | K5Y2                                                              | K5Y3                                                              |
| Wymiary    | rozpiętość                    | 11,00 m                                                           | 11,00 m                                                           | 11,00 m                                                           |
| Wymiary    | długość                       | 8,05 m                                                            | 8,78 m                                                            | 8,78 m                                                            |
| Wymiary    | wysokość                      | 3,20 m                                                            | 3,68 m                                                            | 3,68 m                                                            |
| Wymiary    | powierzchnia nośna            | 27,7 m²                                                           | 27,7 m²                                                           | 27,7 m²                                                           |
| Masy       | własna                        | 1000 kg                                                           | 1150 kg                                                           | b.d.                                                              |
| Masy       | całkowita                     | 1500 kg                                                           | 1650 kg                                                           | b.d.                                                              |
| Masy       | obciążenie powierzchni nośnej | 54,2 kg/m²                                                        | 59,6 kg/m²                                                        | b.d.                                                              |
| Masy       | stosunek masy do mocy         | 4,4 kg/KM                                                         | 4,9 kg/KM                                                         | b.d.                                                              |
| Silnik     | typ                           | Hitachi Amakaze 11                                                | Hitachi Amakaze 11                                                | Hitachi Amakaze 21                                                |
| Silnik     | moc maksymalna                | 340 KM (254 kW)                                                   | 340 KM (254 kW)                                                   | 515 KM (384 kW)                                                   |
| Silnik     | moc nominalna                 | 300 KM (224 kW)                                                   | 300 KM (224 kW)                                                   | 480 KM (358 kW)                                                   |
| Osiągi     | prędkość maksymalna           | 212 km/h na poziomie morza                                        | 198 km/h na poziomie morza                                        | b.d. na 1500 m                                                    |
| Osiągi     | prędkość przelotowa           | 138 km/h na 1000 m                                                | 138 km/h na 1000 m                                                | b.d.                                                              |
| Osiągi     | czas wznoszenia               | 3000 m w 13 min. 32 s.                                            | 3000 m w 19 min. 35 s.                                            | b.d.                                                              |
| Osiągi     | pułap                         | 5700 m                                                            | 4330 m                                                            | b.d.                                                              |
| Osiągi     | zasięg                        | 1019 km                                                           | 702 km                                                            | b.d.                                                              |
| Uzbrojenie | broń pokładowa                | 1× karabin maszynowy wz. 89 1× lotniczy karabin maszynowy wzór 92 | 1× karabin maszynowy wz. 89 1× lotniczy karabin maszynowy wzór 92 | 1× karabin maszynowy wz. 89 1× lotniczy karabin maszynowy wzór 92 |
| Uzbrojenie | ładunek bombowy               | do 100 kg                                                         | do 100 kg                                                         | do 100 kg                                                         |